# 이여발 묘
이여발 묘(李汝發 墓)는 인천광역시 남동구 운연동에 있는, 조선의 무관인 이여발(1621∼1683)의 묘이다. 2002년 2월 4일 인천광역시의 기념물 제50호로 지정되었다.

## 개요
조선의 무관인 이여발(1621∼1683)의 묘이다.
이여발의 자는 군실(君實), 시호는 정익(貞翼)이며 본관은 한산(韓山)이다. 병마절도사(兵馬節度使) 의배(義培)의 손자로서 조선 효종 2년(1651) 무과에 급제, 비변랑(備邊郞), 도총사를 거쳐 숙천(肅川)부사로 선정을 베풀어 거사비(去思碑)가 세워졌다. 충청병마절도사를 거쳐 특히 회령(會寧)부사에 보직되어 가선대부(嘉善大夫)의 위계에 오르고 한흥군(韓興君)에 봉해졌는데, 회령은 북방의 거진(巨鎭)으로서 야인(野人)들과 서로 무역하는 시장이 있어 야인상인들이 오는 정원도 없고 체류하는 기한도 없어서 우리의 피해가 많았다. 이때 이여발이 부임하여 상인의 출입인원을 320명 이내로, 체류일수를 20일 이내로 규정하여 피해를 줄였다. 현종 때 병·공조참판에 특진했으며 평안도병마절도사로 나가 성을 수축하고 군사들에게 사예(射藝)를 연습시키는 한편 병기를 준비하여 북방 수비에 만전을 기하였다. 어영대장, 한성부 좌·우윤을 역임하고 숙종 때 지중추부사(知中樞府事)에 이르러 사망하였다.
분묘의 형태는 호석이 없는 봉분 앞에 비석과 상석이 배치되어 있으며, 좌우에 망주석이 세워져 있고 그 앞에 문인석 한 쌍이 세워진 평범한 묘제를 취하고 있다. 그리고 분묘 앞 10여미터 아래로 신도비가 세워져 있다.

## 참고 문헌
- 이여발 묘 - 국가유산청 국가유산포털